# 美麗新異鱂
美麗新異鱂，為輻鰭魚綱鯉齒目鯉齒亞目花鳉科的其中一種，分布於南美洲哥倫比亞的Truando河流域，體長可達2公分，屬肉食性，生活習性不明。

## 擴展閱讀
維基物種上的相關：美麗新異鱂